# Macropsidius
Macropsidius — род цикадок из отряда Полужесткокрылых.

## Описание
Цикадки длиной около 2-4 мм. На сложноцветных, главным образом, на полынях. Темя узкое, короткое, параллельно-стороннее, переднеспинка выпуклая, с наклонными бороздками. Для СССР указывалось около 20 видов. 
- Macropsidius abrotani Emeljanov, 1964[2]
- Macropsidius araxes Dlabola, 1961
- Macropsidius calaber Dlabola, 1963
- Macropsidius chazarianus Logvinenko, 1981
- Macropsidius dispar (Fieber, 1868)
- Macropsidius friesei Dlabola, 1964
- Macropsidius gravesteinicus Dlabola, 1975
- Macropsidius hispanus Dlabola, 1963
- Macropsidius involutus Dlabola, 1963
- Macropsidius parvus Ribaut, 1959
- Macropsidius sahlbergi (Flor, 1861)
- Macropsidius serratus Logvinenko, 1965